# C-메틸화 플라보노이드
C-메틸화 플라보노이드(영어: C-methylated flavonoid)는 탄소가 메틸화된 플라보노이드의 한 종류이다. C-메틸화 플라보노이드의 예로는 플라바논인 포리올이 있다.

## 같이 보기
- O-메틸화 플라보노이드